# Toyota Grand Highlander
O Toyota Grand Highlander é um SUV crossover de médio porte com três fileiras de assentos produzido pela Toyota desde 2023. O Grand Highlander foi lançado no mercado norte-americano em 8 de fevereiro de 2023.
No mercado norte-americano, o Grand Highlander está posicionado entre o Highlander regular e o maior Sequoia baseado na Tundra . O equivalente da Lexus é conhecido como Lexus TX e também é exclusivo da América do Norte.

## Vendas
| Ano  | Estados Unidos | Estados Unidos | Canadá |        |       |
| ---- | -------------- | -------------- | ------ | ------ | ----- |
| Ano  | 2023           | 48.036         | Canadá | 11.986 | 4.383 |
| 2024 | 71.721         | 26.119         |        |        |       |

## Segurança
O modelo Grand Highlander do ano 2024 não foi premiado pelo IIHS, pois não recebeu uma classificação boa no teste de colisão frontal com pequena sobreposição do lado do motorista para ser qualificado para um prêmio de segurança. 
| Pequena sobreposição frontal                            | Aceitável |
| Frente de sobreposição moderada (teste original)        | Bom       |
| Lado (teste atualizado)                                 | Bom       |
| Faróis (varia de acordo com o acabamento/opção)         | Aceitável |
| Prevenção de colisão frontal: veículo para pedestre     | Bom       |
| Âncoras para assento infantil (LATCH) facilidade de uso | Bom       |